# La vita (Picasso)
La vita (titolo originale: La vie) è un dipinto del pittore spagnolo Pablo Picasso, realizzato a Barcellona nel maggio del 1903 e conservato al Museum of Art di Cleveland.

## Storia
Nel 1901, dopo il trasferimento con Carlos Casagemas a Parigi, Picasso è costretto a rientrare a Barcellona a causa di una crisi depressiva dell’amico, dovuta ad un amore non corrisposto per Germaine Pichot. La crisi trova un tragico epilogo con il suicidio di Casagemas.
Sconvolto dall'evento, Picasso tenta di elaborare attraverso l’arte la perdita dell’amico, dedicandogli alcuni ritratti e un'altra importante opera dal titolo Evocazione (Il seppellimento di Casagemas), in cui prevale di gran lunga il colore blu. È l’inizio del cosiddetto periodo blu (1901-1904), una fase artistica in cui Picasso sceglie di limitare la sua tavolozza cromatica alle sole gradazioni del blu, colore che, secondo l’artista, era adeguato ad esprimere la malinconia e la mestizia che lo tormentavano in seguito al lutto subìto: 
(Pablo Picasso)
Realizzato nel maggio del 1903, momento culminante del periodo blu, La vita costituisce uno dei lavori più ambiziosi di Picasso, sia per le grandi dimensioni che per la pregnanza simbolica. 
L’opera è frutto di alcuni ripensamenti e modifiche da parte dell’artista, come rivela la presenza di due disegni preparatori (penna e matita), datati 1903 e conservati al Museu Picasso di Barcellona. In uno di questi disegni la coppia di figure che ingombra il lato sinistro del quadro era completamente nuda e il personaggio maschile abbracciato alla donna aveva le sembianze dello stesso Picasso, che nella versione finale viene, invece, trasfigurato nel defunto Carlos Casagemas. La figura femminile col bambino rappresentava invece, in una prima versione, l’immagine di un pittore curvo e dall’aspetto più anziano. Sostituendo all’autoritratto l’immagine del suicida, il pittore spagnolo tenta di esorcizzare, attraverso l’arte, la morte dell’amico.

## Descrizione
La coppia abbracciata che occupa la sinistra del quadro rappresenta uno dei temi ricorrenti della pittura di Picasso: è un soggetto ripreso in diverse opere in cui gli amanti si stringono in una profonda confidenza. A questo gruppo, che sembrerebbe simbolizzare l’amore carnale, è contrapposta sulla destra del quadro la donna coperta da un mantello e con in braccio un bambino. Ispirata a immagini sacre e dipinta a grandi linee rispetto agli altri elementi del quadro, la donna coperta personifica la maternità.
Per il simbolismo che contiene l’opera è avvicinabile a Evocazione e ogni singolo elemento riflette una tonalità di blu. 
Al centro del dipinto sono raffigurati due quadri, che fanno pensare a un’ambientazione nell’atelier dell’artista e che richiamano anche il tema dell’ "art dans la vie", l’arte come presenza necessaria all’interno della vita. Nel quadro che occupa la parte inferiore dell’opera è rappresentata una donna ripiegata su sé stessa, in atteggiamento di sconforto, mentre il quadro che si trova più in alto è occupato da una coppia di amanti che si consolano a vicenda. 
I due quadri alludono al tema della disperazione e del tormento della vita, che può essere affrontato da soli, oppure in coppia e rappresentano una prima sperimentazione da parte di Picasso della tecnica del collage, che in seguito affinerà, introducendo oggetti veri all’interno di un dipinto, al fine di raffigurarvi diversi tipi di realtà. Il movimento circolare dei nudi che occupano i quadri al centro della tela si contrappone alla rigidezza statuaria e alla ieraticità delle figure stanti, i cui sguardi sono orientati verso direzioni opposte, come a sottolineare il tema dell’incompatibilità del linguaggio.

I personaggi appaiono mortificati e isolati e conducono a
(Alberto Moravia)
Inoltre la mano di Casagemas ricorda il gesto dell’angelo annunciante.

## Interpretazione
La vita costituisce una delle opere di Picasso più difficili da interpretare. Sono, infatti, molteplici i tentativi di individuarne un valore univoco. 
Alcuni critici sostengono che, come suggerisce il titolo, l’opera di Picasso voglia rappresentare le fasi salienti della vita, tematica ripresa, in seguito, anche da Gustav Klimt in Le tre età della donna (1905).
Secondo altre interpretazioni, la coppia rappresenterebbe, invece, l’incompatibilità tra l’amore e la vita sessuale, oppure, in una lettura in chiave biologica, gli amanti, che simboleggiano l’amore carnale, esprimerebbero la vita e il frutto della loro unione fisica, nonché dono della vita, verrebbe personificato dal bambino, tenuto in braccio dalla donna con il mantello.
Altre ipotesi alludono, inoltre, a un’allegoria dell’impotenza, a cui sembrerebbe accennare la posizione delle due figure centrali ed il modo con cui la figura femminile nuda preme il proprio ventre, ancora infruttuoso, contro il perizoma di Casagemas, oppure al tema della cacciata di Adamo ed Eva, sofferenti di fronte alla perdita dell’eternità, personificata da un bambino che sembra quasi morto e da una donna ormai non più giovane.

Tuttavia, il senso dell'opera è volutamente enigmatico, come afferma lo stesso Picasso: 
(Pablo Picasso)

Inoltre, fu lo stesso Picasso, anni dopo, a ripudiare le opere del periodo blu, definendole "nient'altro che sentimento" e condannando, in particolare,  l'opera La vita, riguardo alla quale affermò:
(Pablo Picasso)